# Benjarbaru
Banjarbaru (Indonesisch: Kota Banjarbaru) is een plaats in de Indonesische provincie Zuid-Kalimantan (Kalimantan Selatan) op het eiland Borneo.

## Geografie

### Klimaat
| Maand                       | jan  | feb  | mrt  | apr  | mei  | jun  | jul  | aug  | sep  | okt  | nov  | dec  | Jaar |
| --------------------------- | ---- | ---- | ---- | ---- | ---- | ---- | ---- | ---- | ---- | ---- | ---- | ---- | ---- |
| Gemiddeld maximum (°C)      | 31,1 | 31,4 | 31,8 | 32,4 | 32,8 | 32,3 | 32,1 | 33,1 | 33,8 | 33,7 | 32,6 | 31,4 | 32,4 |
| Gemiddelde temperatuur (°C) | 27,4 | 27,6 | 27,9 | 28,3 | 28,5 | 27,9 | 27,4 | 27,7 | 28,2 | 28,5 | 28,2 | 27,6 | 27,9 |
| Gemiddeld minimum (°C)      | 23,6 | 23,8 | 23,9 | 24,1 | 24,1 | 23,5 | 22,7 | 22,2 | 22,5 | 23,2 | 23,7 | 23,7 | 23,4 |
| Bron: Cuaca Banjarbaru      |      |      |      |      |      |      |      |      |      |      |      |      |      |